# La Guérison de l'infirme et la résurrection de Tabitha
La Guérison de l'infirme et la résurrection de Tabitha est une fresque de Masolino qui fait partie de la décoration de la chapelle Brancacci dans l'église Santa Maria del Carmine à Florence. L'œuvre, datable vers 1424-1425 (260 × 599 cm), représente deux miracles de saint Pierre qui se sont produits dans différents lieux à différents moments (Actes des Apôtres III, 1-10 et IX, 36-41). Ils se trouvent dans le registre médian du mur droit de la chapelle.

## Histoire

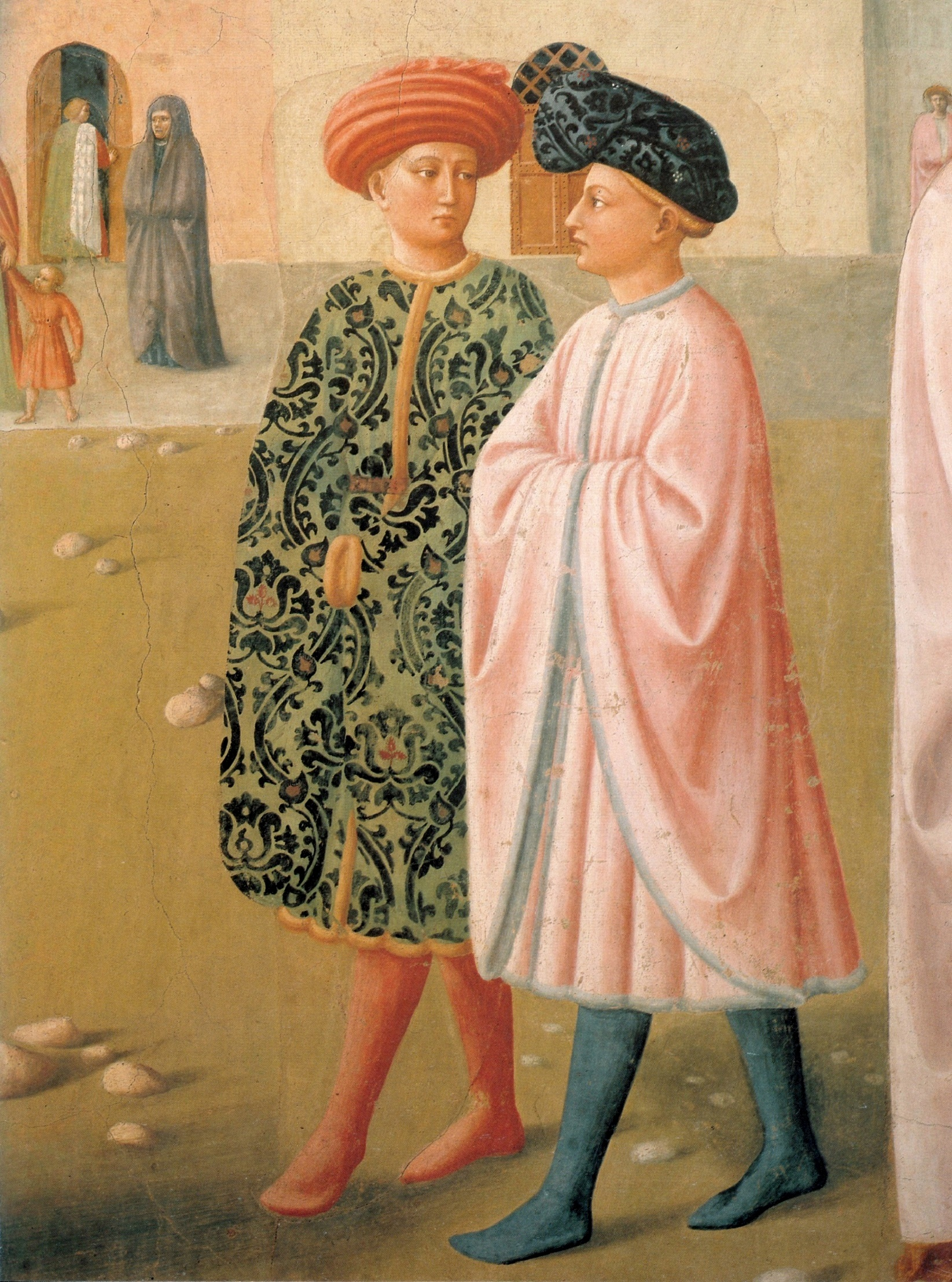
Détail

Les fresques de la chapelle Brancacci sont une énigme pour les historiens du fait de l'absence de documentation authentifiée. Peut-être commandées à Masolino, qui avait le jeune Masaccio comme assistant, des preuves indirectes permettent de savoir qu'elles ont dû être commencées en 1424 et qu'à partir de 1425, elles sont exécutées par Masaccio seul après le départ de Masolino pour la Hongrie. En 1428, Masaccio partit pour Rome où il meurt peu de temps après.
À une certaine époque, l'intervention de Masolino dans le cycle pictural était beaucoup plus visible, car il avait peint la plupart des lunettes du registre supérieur et la voûte avec les quatre évangélistes. La décoration commence à partir du registre supérieur, détruit au XVIIIe siècle, avec les voiles, les deux lunettes (de Masolino) et deux demi-lunettes respectivement de Masaccio et Masolino, dont des traces de la sinopia ont été retrouvées. La décoration s'est poursuivie par le registre du milieu, puis par celui du bas, qui ont été conservés à ce jour. Avec l'expulsion du client, Felice Brancacci, de la ville en 1436, les fresques sont abandonnées et en partie mutilées des portraits de la famille Brancacci. C'est seulement environ cinquante ans plus tard, à partir de 1480, qu'elles sont achevées par Filippino Lippi, qui a essayé d'adapter son art au style de la première Renaissance.
Les fresques ont été admirées et étudiées par des générations entières d'artistes florentins. Cependant, si la renommée de Masaccio grandissait, celle de Masolino était éclipsée par son illustre compagnon, comme on le voit par exemple dans Vies de Vasari, où les œuvres de Masolino, pour la plupart, sont à peine considérées ou même entièrement attribuées à Masaccio.
La scène de la Guérison et de la résurrection de Masolino, sauvée de la destruction à la suite de la restauration baroque de la chapelle, est néanmoins ressortie noircie de l'incendie de 1771 qui a détruit une grande partie de la basilique. Au fil du temps, les jugements sur l'œuvre ont été influencés par son état de conservation, qui cachait la plupart des détails et des effets chromatiques délicats qui ont fait de Masolino l'un des artistes les plus appréciés de l'époque où il a vécu. Ce n'est qu'avec la restauration de 1983-1990 qu'il a été possible de retrouver la couleur brillante d'origine et que les repeints ont été éliminées. Les critiques les plus récents ont grandement réévalué l'œuvre de Masolino, objectivement de très haute qualité, la présentant finalement comme une expression heureuse du gothique international, plutôt que comme un traditionalisme persistant à l'époque de la révolution de la Renaissance.

## Description

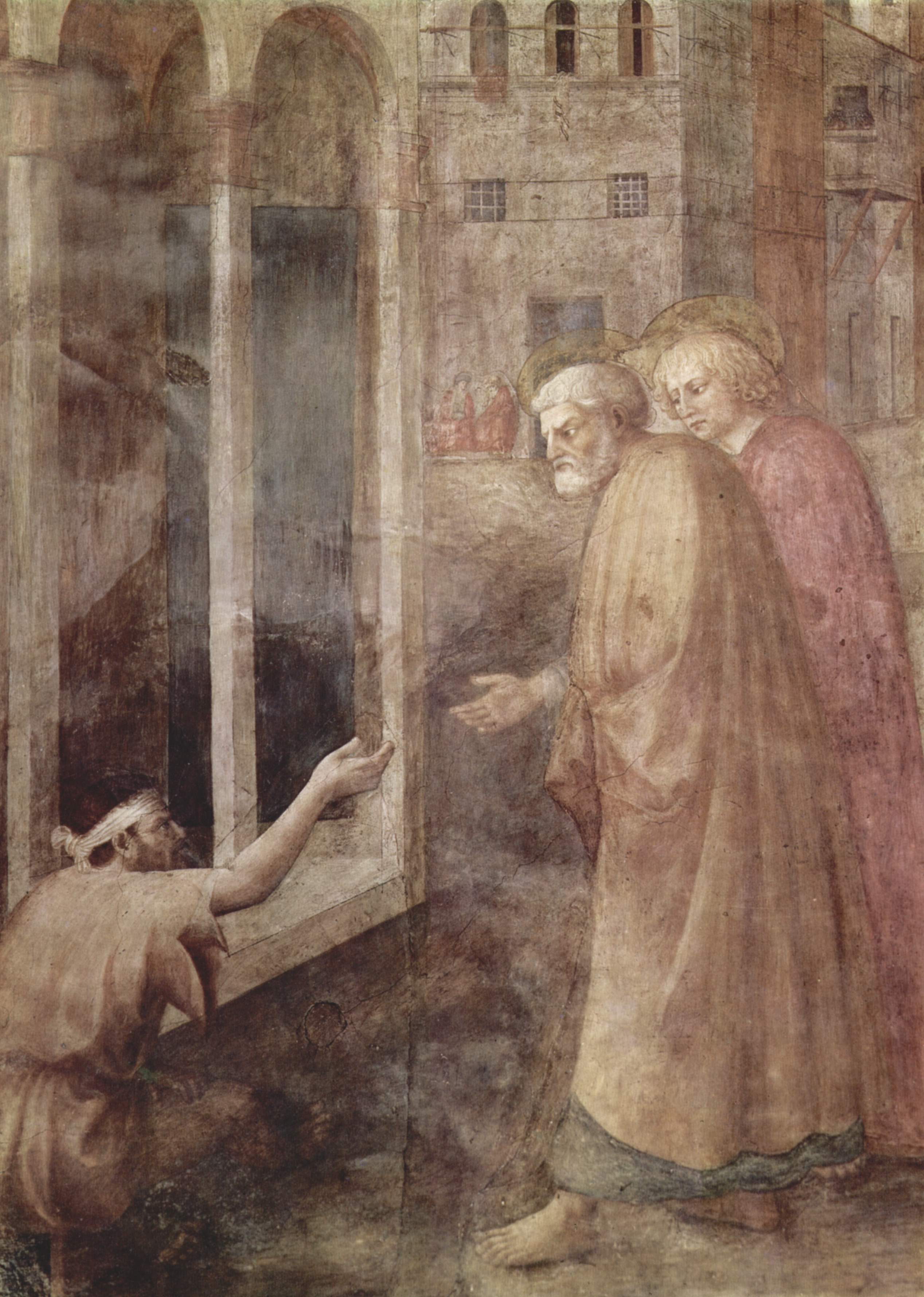
Scène de l'infirme, avant restauration.

La guérison d'un paralytique et la résurrection de la chrétienne Tabitha sont deux miracles de saint Pierre qui, selon les Actes des Apôtres, ont eu lieu respectivement à Lod et Jaffa et ont permis de conquérir la foi de nombreux habitants des deux villes. Dans la fresque, les deux scènes sont réunies dans le même espace.
Sur la gauche, saint Pierre et saint Jean guérissent miraculeusement un infirme devant une loggia en perspective. Dans le récit de l'Évangile, ils montaient au temple pour la prière où un homme estropié de naissance implorait chaque jour l'aumône ; quand il les a vus qui allaient entrer dans le temple, il leur a demandé une offrande, mais Pierre lui a ordonné de le regarder, et « au nom de Jésus-Christ le Nazaréen », il a dit : « levez-vous et marchez », le guérissant de sa maladie.
Sur la droite, le long d'une maison, saint Pierre est représenté en train de ressusciter une jeune femme. La pieuse femme, appelée Tabitha, une fidèle de Jaffa, était tombée malade et était morte, mais Pierre, aussitôt prévenu et se trouvant à Lod, partit spécialement pour la voir. Quand il arriva à Jaffa, les veuves en pleurs le rencontrèrent et lui montrèrent les tuniques et les manteaux de la pauvre femme. Lorsqu'il est entré dans sa chambre, il a demandé à être seul, a commencé à prier, puis il s'est tourné vers elle et lui a dit de se lever. Elle ouvrit les yeux et se leva. Masolino a naturellement interprété l'histoire biblique, représentant l'arrivée de Pierre qui, d'un seul geste, ressuscite la femme à la stupéfaction des présents.
Le centre de la scène est occupé par une vision de Florence de l'époque, avec une place en perspective (Piazza della Signoria ?) surplombée de maisons crénelées et, au premier plan, deux bourgeois richement habillés qui passent en marchant,  ignorant ce qui se passe autour.

## Style

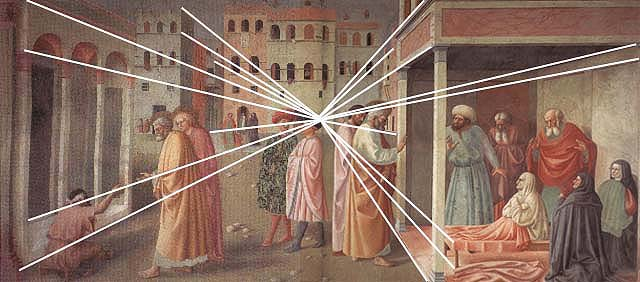
Le schéma perspectif.

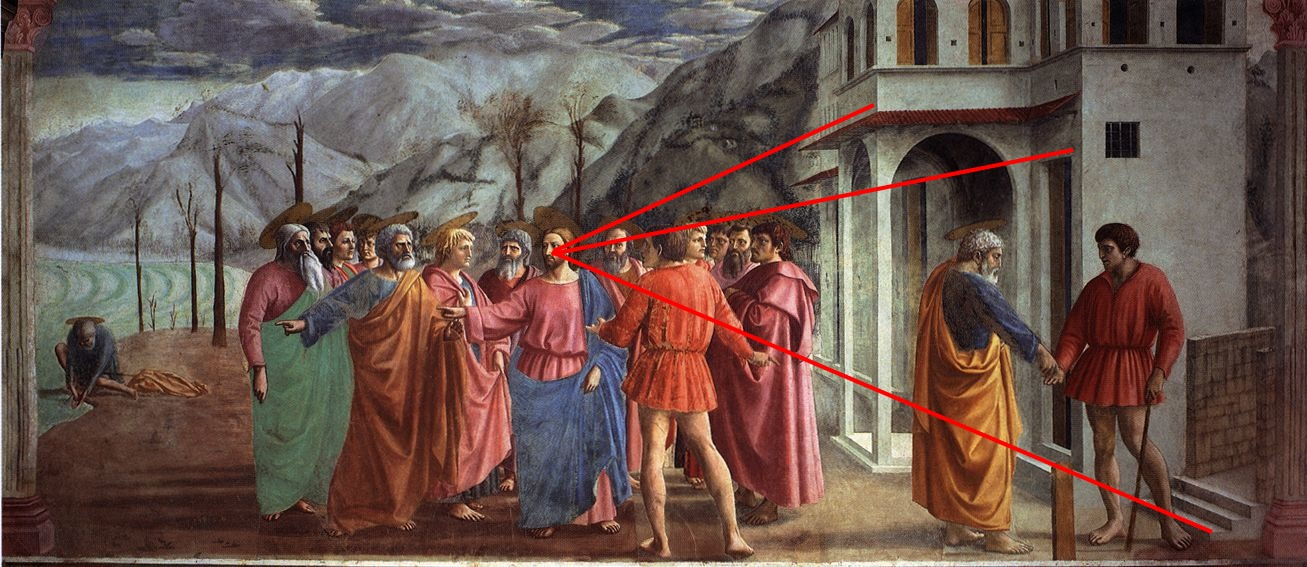
Le schéma perspectif de l'Hommage de Masaccio.

Contrairement au Paiement du tribut de Masaccio sur le mur opposé, ici les scènes qui composent la fresque ne sont pas liées les unes aux autres par une suite logique qui s'enchaîne grâce aux gestes des protagonistes, mais sont simplement juxtaposées, se composant en épisodes qui, bien que d'une extrême qualité, sont éparpillés.
La vie quotidienne est racontée en détail, depuis les objets suspendus aux fenêtres (cages, tissus, singes attachés), jusqu'aux passants en arrière-plan. La richesse chromatique et l'attention portée aux détails délicats (tels que les robes, les coiffes) sont proches du style de Gentile da Fabriano et ne pourraient être plus éloignées du style pur et « sanza ornato » de Masaccio. Masolino surpasse Masaccio pour rendre les couleurs agréables, mais son style doux n'a pas une intensité comparable à celui de son collègue.
La construction en perspective est identique à celle du Tribut, avec le point de fuite vers le centre du tableau. Mais contrairement à la scène de Masaccio, les lignes ne convergent pas vers un détail fondamental (dans ce cas la tête du Christ), mais vers un point sans importance, dans le mur à côté des deux hommes qui marchent. Dans l'utilisation de cette technique spatiale, on peut lire la volonté de Masolino de s'adapter aux nouveautés de Masaccio, un peu comme ce qui s'est passé en sculpture avec  les innovations de Lorenzo Ghiberti et Donatello.
L'estropié de gauche, surtout comparé par antithèse aux deux riches Florentins en promenade, peut être vu avec une sorte de complaisance aristocratique explicite dans la comparaison entre le monde brillant des cours et son humble et misérable opposé. Mais, contrairement à d'autres peintres comme Gentile da Fabriano, cet état est atténué par Masolino, peut-être sous l'influence de Masaccio : le traitement pictural remarquable garantit à la figure de l'infirme une dignité humaine plus en phase avec les idées de la Renaissance florentine. .
Les gestes et expressions des personnages de la fresque sont souvent génériques et idéalisés, à l'exception de l'effort, dans l'épisode de la Résurrection de Tabitha, de peindre des personnages pris d'étonnement. Bien qu'il soit très loin des réalisations d'artistes tels que Masaccio ou Donatello, Masolino fait preuve d'une certaine habileté qui le place un cran au-dessus des autres artistes du style gothique international, faisant de lui une personnalité plus encline à collaborer avec le révolutionnaire Masaccio.

## Attribution de l'arrière-plan

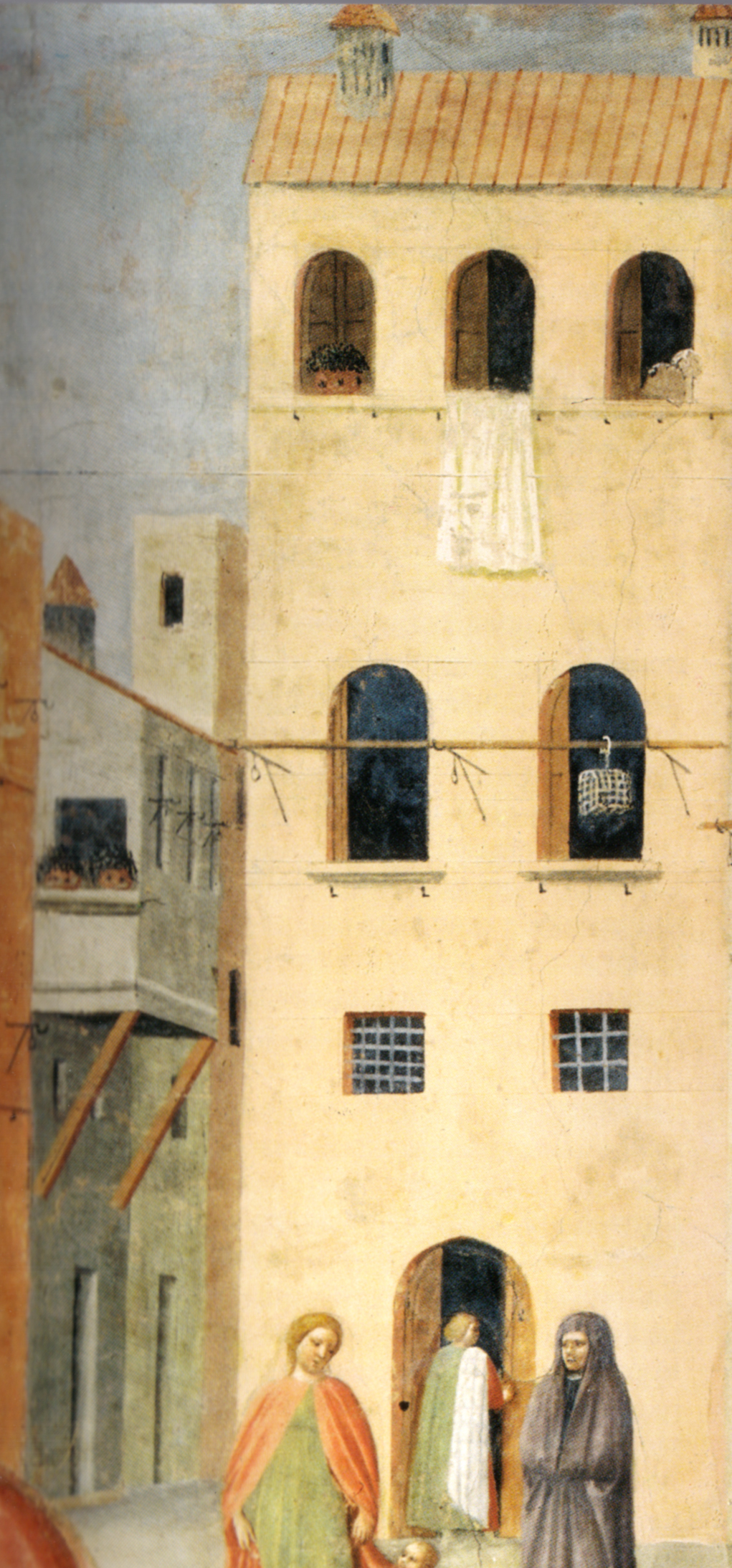
Détail de l'arrière-plan.

La précision de la perspective et le réalisme convaincant du carré en arrière-plan avaient incité Roberto Longhi à attribuer cette zone au dessin de Masaccio, hypothèse désormais largement exclue :  l'attention portée aux moindres détails éloignés est typique du style de Masolino. Les scènes anecdotiques (les cages suspendues aux poteaux, les singes sur les rebords des fenêtres) sont totalement absentes de l'essentialisme lucide de Masaccio. Plus qu'attaché à la reproduction fidèle de la réalité, Masolino semble intéressé par une curiosité typique du goût courtois « international ».
En outre, Berti a été le premier à souligner comment la loggia (attribuée avec certitude à Masolino, en raison du style gothique excessif) a été peinte le même « jour » qu'une partie de la rue (jusque-là attribuée à Masaccio). La partie du bâtiment rose entre la tête de saint Pierre et la maison de Tabitha fait également partie d'une seule « journée  » avec des parties peintes par Masolino. Ornella Casazza a étudié la manière particulière de Masaccio de mettre en perspective les tuiles du toit, présentes dans les scènes de la Résurrection du fils de Théophile et saint Pierre en chaire, du Paiement du tribut et de la Distribution d'aumônes, absente de cette scène.
Cela donnerait à Masolino une place importante dans le cadre du développement de la perspective en peinture, lui conférant le mérite de « l'espace urbain le plus convaincant jamais créé jusqu'alors en peinture » (Spike, 1995-2002), notamment en ce qui concerne le devant des maisons et le parfaitement raccourci à gauche, bientôt égalé par Masaccio dans l'Ombre de saint Pierre guérit des infirmes. Il n'en reste pas moins que dans aucune des tentatives ultérieures de perspective spatiale, Masolino n'a jamais obtenu un résultat comparable à celui-ci, ni à la basilique Saint-Clément-du-Latran à Rome, ni au baptistère de Castiglione Olona. La solution se trouve peut-être dans la voie médiane où Masaccio a fourni le schéma et Masolino a peint tout le reste.

## Source de traduction
- (it) Cet article est partiellement ou en totalité issu de l’article de Wikipédia en italien intitulé « Guarigione dello storpio e resurrezione di Tabita » (voir la liste des auteurs).